# ألان كوري
ألان كوري (بالإنجليزية: Henry Alan Currie)‏ هو عسكري أسترالي، ولد في 6 يونيو 1868 في غيلونغ في أستراليا، وتوفي في 1942 في بورومبيت ‏ في أستراليا.